# کرم ابریشم (آلیس در سرزمین عجایب)
کرم ابریشم (انگلیسی: Caterpillar) که به عنوان کرم ابریشم قلیان‌کش هم شناخته می‌شود، یک شخصیت خیالی است که در کتاب ماجراهای آلیس در سرزمین عجایب نوشته لوئیس کارول در سال ۱۸۶۵ ظاهر می‌شود.

## در کتاب
کرم ابریشم که در فصل چهارم ("خرگوش صورت‌حساب کوچک می‌فرستد") و مرکز اصلی فصل پنجم ("گزیده‌های یک کرم ابریشم") معرفی شد. او یک کرم ابریشم قلیان‌کش است که دقیقاً سه اینچ ارتفاع دارد و در برابر شکایت آلیس دفاع می‌کند. آلیس در اولین ملاقات کرم ابریشم را دوست ندارد زیرا با او صحبت نمی‌کند و زمانی که صحبت می‌کند معمولاً با جملات کوتاه و نسبتاً بی‌ادبانه با او حرف می‌زند.
در تصویر اصلی جان تنیل، صورت انسانی کرم ابریشم به نظر می‌رسد که از سر و پاهای یک کرم طبیعی شکل گرفته است.

## در رسانه‌های دیگر
کرم ابریشم بعد از ماجراهای آلیس در سرزمین عجایب در بسیاری از آثار دیگر ظاهر می‌شود:

### فیلم دیزنی
نوشتار اصلی: آلیس در سرزمین عجایب (فیلم ۱۹۵۱)
جمله به یاد ماندنی او یک جمله نفس گیر است "هوو... تو هستی؟". در فیلم انیمیشن دیزنی، این خط به صورت بازدم دود به اشکال «O»، «R» و «U» تجسم شده است. آلیس در نسخه اصلی اشاره می‌کند که کرم ابریشم روزی به پروانه تبدیل می‌شود و هم در آلیس در سرزمین عجایب (فیلم ۱۹۹۹) و هم در نسخه ۱۹۵۱ دیزنی این کار را در حضور آلیس انجام می‌دهد؛ صداپیشگی او بر عهده ریچارد هایدن است.
کرم ابریشم در فیلم دیزنی موجودی آبی است که مانند تصویر اصلی تنیل، قلیان می‌کشد. او به عنوان یک شخصیت بسیار صریح دیده می‌شود زیرا او اغلب در صحنه‌هایی که هر دو در آن ظاهر می‌شوند، سر آلیس فریاد می‌زند. او دود را به صورت آلیس می‌دمد و وقتی او به کمک نیاز دارد او را نادیده می‌گیرد. او یک شخصیت کاملاً پست است که کمک کمی به آلیس می‌کند و در نهایت او را بیشتر گیج می‌کند در حالی که او در سرزمین عجایب به دام افتاده است. سپس او را نادیده می‌گیرد و تبدیل به یک پروانه می‌شود و بدون توجه به اینکه آلیس زنده می‌ماند یا نه، از آنجا دور می‌شود. او همچنین به او دستور می‌دهد که یک قارچ بخورد اما نمی‌گوید که چه کاری انجام می‌دهد و بنابراین او را در معرض خطر احتمالی قرار می‌دهد. او برای مدت کوتاهی در طول دومین مسابقه گروهی ظاهر می‌شود. او برای آخرین بار در طول تعقیب و گریز پایانی دوباره ظاهر می‌شود، در حالی که هنوز به شکل پروانه است اما یک بار دیگر روی قلیان خود سیگار می‌کشد.